# Tunesien beim Eurovision Song Contest
Teilnehmende Rundfunkanstalt
ERTT
Erste Teilnahme
bisher keine
Anzahl der Teilnahmen
0 (Stand: 2024)
Höchste Platzierung
–
Höchste Punktzahl
–
Niedrigste Punktzahl
–
Punkteschnitt (seit erstem Beitrag)
–
Punkteschnitt pro abstimmendem Land im 12-Punkte-System
–
Dieser Artikel befasst sich mit der Geschichte Tunesiens als Teilnehmer am Eurovision Song Contest.

## Geschichte
Tunesien nahm bis heute noch nicht am Eurovision Song Contest teil.
1977 sollte Tunesien eigentlich beim Wettbewerb debütieren. Das Land sollte damals auf Startplatz vier auftreten, zog sich aber aus bis heute unbekannten Gründen kurz vor dem Wettbewerb zurück. Bis zu dem Zeitpunkt hatte ERTT aber auch keinen Teilnehmer oder ein Lied für den Wettbewerb ausgewählt, plante aber, einen nationalen Vorentscheid abzuhalten.
Am 20. Juni 2007 gab ERTT bekannt, dass Tunesien auch in Zukunft nicht am Eurovision Song Contest teilnehmen werde.
Am 30. April 2015 wurde allerdings bekannt, dass ERTT eine Delegation zur Beobachtung zum Eurovision Song Contest 2015 schicken will. Trotzdem ist es bis heute nicht zu einem Debüt des Landes beim Song Contest gekommen.